# 2011-es örmény labdarúgó-bajnokság (első osztály)
A 2011-es Bardzragujn Humb a 20. alkalommal megrendezett, legmagasabb szintű labdarúgó-bajnokság Örményországban. A pontvadászat 8 csapat részvételével 2011. március 5-én indult, és 2011 novemberében ért véget. A címvédő a Pjunik csapata, amely sorozatban 10., összesítve 13. bajnoki címét ünnepelte.

## A bajnokság rendszere
A bajnokság tavaszi–őszi, körmérkőzéses rendszerben zajlik, mely során minden csapat minden csapattal négyszer mérkőzik meg: kétszer pályaválasztóként, kétszer pedig vendégként.
A bajnokság végső sorrendjét az alábbi szempontok szerint határozzák meg:
1. a bajnokságban szerzett pontok összege;
2. a bajnoki mérkőzések gólkülönbsége;
3. a bajnoki mérkőzéseken szerzett gólok száma;

A bajnokság győztese lesz az örmény bajnok, míg – a szabályok értelmében – az utolsó helyezett csapat kiesik a másodosztályba.

## Csapatváltozások a 2010-es szezonhoz képest
A Kilikia pénzügyi nehézségei miatt visszalépett az élvonalbeli szerepléstől, így a 8. helyezett Sirak megtarthatta élvonalbeli tagságát. A visszalépett csapat helyét a másodosztály bajnoka, az Ararat foglalta el.

## Részt vevő csapatok
| Csapat     | Székhely | Stadion                  | 2010        |
| ---------- | -------- | ------------------------ | ----------- |
| Ararat     | Jereván  | Hrazdan Stadion          | 1. (II. o.) |
| Bananc     | Jereván  | Hanrapetakan Stadion     | 2.          |
| Gandzaszar | Kapan    | Gandzaszar Stadion       | 6.          |
| Impulsz    | Jereván  | Dilidzsan városi stadion | 5.          |
| Mika       | Jereván  | Mika Stadion             | 4.          |
| Pjunik     | Jereván  | Hanrapetakan Stadion     | 1.          |
| Sirak      | Gjumri   | Gjumri városi stadion    | 8.          |
| Ulisz      | Jereván  | Hrazdan Stadion          | 3.          |

## Az állás
| #  | Csapat     | M  | GY | D | V  | G+ – G– | GK  | P  | Megjegyzések                                   |
| -- | ---------- | -- | -- | - | -- | ------- | --- | -- | ---------------------------------------------- |
| 1. | Gandzaszar | 16 | 8  | 6 | 2  | 19–8    | +11 | 30 | 2012–2013-as Bajnokok Ligája – 2. selejtezőkör |
| 2. | Ulisz      | 16 | 9  | 3 | 4  | 21–13   | +8  | 30 | 2012–2013-as Európa-liga – 1. selejtezőkör     |
| 3. | PjunikCV   | 16 | 8  | 5 | 3  | 24–16   | +8  | 29 | 2012–2013-as Európa-liga – 1. selejtezőkör     |
| 4. | MikaK      | 16 | 6  | 4 | 6  | 20–16   | +4  | 22 |                                                |
| 5. | Impulsz    | 16 | 6  | 4 | 6  | 20–19   | +1  | 22 |                                                |
| 6. | Bananc     | 16 | 4  | 6 | 6  | 22–22   | 0   | 18 |                                                |
| 7. | Sirak      | 16 | 3  | 4 | 9  | 15–24   | −9  | 13 |                                                |
| 8. | AraratÚ    | 16 | 2  | 4 | 10 | 11–34   | −23 | 10 | Aradzsin humb                                  |

Utolsó frissítés: 2011. július 31. 
Forrás: Örmény Labdarúgó-szövetség (örményül) 
A rangsorolás alapszabályai: 1. összpontszám, 2. egymás elleni eredmények összpontszáma, 3. gólkülönbség, 4. szerzett gólok száma.
1A 2012-es örmény kupa győztese a 2012–2013-es Európa-liga 2. selejtezőkörében indulhat.
(B): Bajnokcsapat, (K): Kieső csapat, (F): Feljutó csapat, (I): Kupainduló, (R): A rájátszás győztese, (KGY): Kupagyőztes

## Eredmények

### Az 1–14. forduló eredményei
| Hazai \ Vendég1 | ARA | BAN | GAN | IMP | MIK | PJU | SIR | ULI |
| Ararat          |     | 1–1 | 0–1 | 2–1 | 0–3 | 1–4 | 2–1 | 1–1 |
| Bananc          | 2–1 |     | 0–1 | 2–1 | 2–2 | 3–4 | 2–2 | 1–3 |
| Gandzaszar      | 5–0 | 2–0 |     | 0–0 | 1–0 | 1–3 | 1–0 | 0–0 |
| Impulsz         | 2–0 | 1–0 | 2–2 |     | 1–0 | 0–1 | 2–1 | 0–1 |
| Mika            | 2–1 | 0–0 | 0–1 | 3–2 |     | 0–1 | 0–0 | 2–3 |
| Pjunik          | 1–0 | 1–1 | 1–1 | 2–2 | 0–1 |     | 1–0 | 3–1 |
| Sirak           | 1–1 | 1–1 | 0–2 | 2–1 | 1–0 | 2–0 |     | 1–3 |
| Ulisz           | 3–0 | 1–0 | 0–0 | 0–1 | 1–2 | 1–0 | 1–0 |     |

Utolsó felvett mérkőzés dátuma: 2011. július 31. 
Forrás: Örmény Labdarúgó-szövetség (örményül) 
1A hazai csapatok a bal oldali oszlopban szerepelnek.
Színek: Zöld = hazai győzelem; Sárga = döntetlen; Piros = vendéggyőzelem.
 

### A 15–28. forduló eredményei
| Hazai \ Vendég1 | ARA | BAN | GAN | IMP | MIK | PJU | SIR | ULI |
| Ararat          |     | 0–5 |     |     | 1–1 |     |     |     |
| Bananc          |     |     |     |     |     |     |     | 2–1 |
| Gandzaszar      |     |     |     |     |     |     |     | 0–1 |
| Impulsz         |     |     |     |     |     | 1–1 |     |     |
| Mika            |     |     |     |     |     |     | 4–1 |     |
| Pjunik          |     |     | 1–1 |     |     |     |     |     |
| Sirak           |     |     |     | 2–3 |     |     |     |     |
| Ulisz           |     |     |     |     |     |     |     |     |

Utolsó felvett mérkőzés dátuma: 2011. július 31. 
Forrás: Örmény Labdarúgó-szövetség (örményül) 
1A hazai csapatok a bal oldali oszlopban szerepelnek.
Színek: Zöld = hazai győzelem; Sárga = döntetlen; Piros = vendéggyőzelem.
 

## Külső hivatkozások
- Hivatalos oldal (örményül), (angolul), (oroszul)
- Eredmények a Soccerwayen (angolul)
- Eredmények az uefa.com-on (angolul)